# Carl Gottlob Rafn
Carl Gottlob Rafn (31. juli 1769 i Viborg – 17. maj 1808 i København) var en dansk naturforsker og embedsmand. Han skrev om en lang række emner indenfor grundlæggende og anvendt naturvidenskab – alt fra botanik og zoologi til medicin og dyrlægevidenskab – og senere indflydelsesrig embedsmand i enevældens centraladministration.

## Tidligt levned
Rafn blev født i Viborg som søn af Hans S. Rafn (1720-1783), som var prokurator ved Nordjyllands Landsting, og hustru Dorothea f. Sadolin (1739-1780). Han påbegyndte i 1788 studier i medicin og botanik ved Københavns Universitet. Han skiftede til veterinærstudiet under P.C. Abildgaard på Veterinærskolen. Han tog dog ikke nogensinde den afsluttende eksamen.

## Videnskabelige arbejder
Rafn besvarede en række udsatte prisopgaver inden for hele feltet af naturvidenskabelige studier. Han besvarede Johan Bülows konkurrence om en ”dansk økonomisk plantelære” – altså en dansksproget oversigt over Danmarks flora og hvilken nytteværdi de enkelte arter kunne have. Rafn vandt andenprisen for første bind af sin Danmarks og Holsteens Flora. Førsteprisen vandt J. W. Hornemann, hvis Forsøg til en dansk økonomisk Plantelære dækkede alle arter i floraen, mens Rafns kun omfattede de fire første klasser i Linnés system – planter med henholdsvis én, to, tre og fire støvdragere i hver blomst. Anden del af Rafns flora udkom i 1800. Den omfattede femte til tiende klasse i Linnés system.
Rafn skrev også en kort lærebog om plantefysiologi. Den var dels en del af første bind af Danmarks og Holsteens Flora, dels blev den udgivet selvstændigt under titlen ”Udkast til en Plantephysiologie, grundet paa de nyere Begreber i Physik og Chemie”. Den blev oversat til svensk og tysk og stod som den eneste danske lærebog i emnet indtil Wilhelm Johannsens Lærebog i Plantefysiologi udkom i 1892.
Sammen med vennen og lægen J. D. Herholdt besvarede Rafn i 1800 en prisopgave Om Dyrenes Vintersøvn udsat af det franske Nationalinstitut.
Samme forfattere stod for en indflydelsesrig lille afhandling Historisk Udsigt over Redningsanstalter for druknede fra 1794. Den samlede den da tilgængelige viden om førstehjælp og genoplivning ved drukneulykker. Udgivelsen førte til oprettelsen af ”Selskabet for druknedes og skindødes Redning” i 1797, som senere førte til indstiftelsen af Redningsmedaljen af Frederik 6.. Bogen blev genoptrykt på dansk og i engelsk oversættelse og udsendt til alle medlemmer af Nordisk Anæstesiologisk Forening ved dennes 10-års jubilæum i 1960. Den er siden blevet hyldet som indeholdende ”enorm mængde information, samt nok så vigtigt kloge betragtninger, som var visionære og har vist sig at være af afgørende betydning for genoplivning også i dag”
Rafn blev medlem af Videnskabernes Selskab i 1798. Året derpå fik han ansvaret for selskabets udgivelsesvirksomhed, hvilket han blandt andet benyttede til at gå over til sats i latinske bogstaver i stedet for fraktur.
Standard auktorbetegnelse for arter beskrevet af Carl Gottlob Rafn: Rafn
Af navne som Rafn gav en planteart står endnu fx mark-tusindgylden (Centaurium erythraea Rafn).

## Kommercekollegiet
Rafn blev i 1797 assessor i General-, Landøkonomi- og Kommercekollegiet, fra 1806 med titel af justitsråd. Han fortsatte med at skrive og oversætte om mere praktiske evner, fx hygiejne om bord på skibe. Forbedrede metoder til destillation af brændevin havde hans særlige bevågenhed. Han blev den første direktør for et kongeligt mønsterbrænderi fra 1805.